# Лялька (клуб)

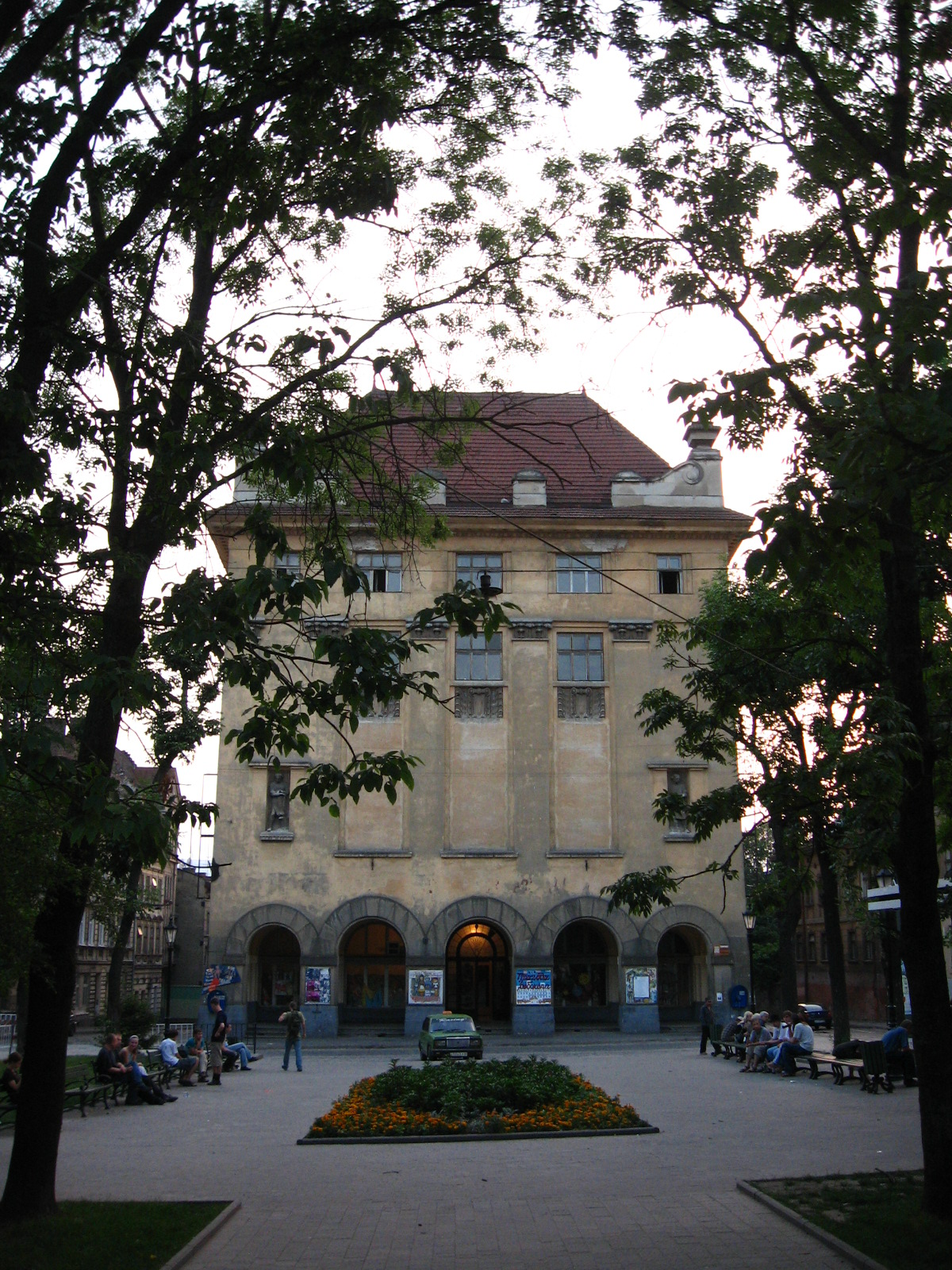
Будівля Львівського театру ляльок

«Ля́лька» — культовий львівський клуб, один із центрів львівської рок-культури 1990-х і 2000-х років. Відкритий у 1994 році. Вперше клуб закрили на початку 2004 року, у відповідь на що виникли короткочасні протести. У 2005-07 роках клуб знову відкрили. 2007 року на його місці створили джаз-клуб, а пізніше — клуб «Гавана». З 2011 року діяв клуб «888». З 2020 року діє «Нижній Зал» – простір сучасної камерної культури.     
Назва походить від того, що клуб знаходиться в приміщенні Львівського обласного театру ляльок (площа Данила Галицького, 1). У закладі відбувалися концерти різних стилів і напрямків: рок, готика, джаз, електронна музика, фольк та інші. Водночас був відомий як кіно-клуб, літературна кав'ярня та місце презентацій і прес-конференцій. Від часу заснування там провели понад 5 000 акцій, зокрема відомі музичні фестивалі «Слухай українське», «Тарас Бульба» та «Jazz Bez». У 1998—2008 роках з клубом активно співпрацювало мистецьке об'єднання «Дзиґа».
Серед гуртів і виконавців, що коли-небудь виступали в «Ляльці»: Юрій Андрухович, «Брем Стокер», Марія Бурмака, Василь Васильців, «Верховна Зрада», «Вій», «Гайдамаки», «Говерла», «Ґорґішелі», «Димна Суміш», «Інкунабула», «Ірій», «Калєкція», «Карна», «Кому вниз», «Контрабанда.com.ua», «Крихітка Цахес», «Мертвий Півень», «Мотор'ролла», «Океан Ельзи», «Опіум», «Оратанія», «Пан Пупец», «Піккардійська терція», «Плач Єремії», «Пропала Грамота», «Полинове поле», «Русичі», «Серцевий Напад», «Скрябін», «Тартак», ТОЛ, «Тостер», «Файно», «Фактично Самі», «Фліт», Юрій Шаріфов, «Ambivalence», «Black Jack», «Dalai Lama», DJ Derrick, «Fakultet», «Green Silence», DJ Kind of Zero, DJ Nitro, «Loozer», «Lюk», «niagAra», «Ruina», «Quadragesima», «SNUFF», DJ Tonika та багато інших.